# Acidente do helicóptero Airbus AS350B3 no Alasca em 2021
Em 27 de março de 2021, um helicóptero Airbus AS350 B3 caiu perto da geleira Knik, Palmer, Alasca . Cinco ocupantes morreram, incluindo o empresário bilionário tcheco Petr Kellner; um ocupante sobreviveu.

## Aeronave
O helicóptero envolvido no acidente era um Airbus AS350 B3, registro N351SH. 

## Acidente
Em 27 de março de 2021, um helicóptero Airbus AS350 B3 caiu perto da geleira Knik, Palmer, Alasca, durante uma viagem de heliski no interior do Alasca. Cinco ocupantes morreram, um sobreviveu. Uma das vítimas foi o empresário bilionário tcheco Petr Kellner .  
O helicóptero caiu em uma montanha entre Metal Creek e Grasshopper Valley a cerca de 5,500 ft (1,700 m), 10 ou 15 pés (3 ou 4 m) do topo do cume, e rolou cerca de 800 ou 900 pés (240 ou 270 m) colina abaixo.  O desaparecimento do helicóptero foi denunciado às autoridades duas horas depois que o sinal de rastreamento parou. 

## Investigação
Os destroços foram transferidos para Anchorage para investigação. Um relatório preliminar sobre o acidente foi publicado em 13 de abril de 2021; de acordo com o relatório preliminar, os dados do GPS mostram que o helicóptero pairou em baixa altitude e velocidade (cerca de um nó, cerca de 1mph), manobrando sobre o cume nos últimos três minutos de vôo. Ele caiu por volta das 18:35 AKDT . 